# Liste der Kulturdenkmale in Sievershütten
In der Liste der Kulturdenkmale in Sievershütten sind alle Kulturdenkmale der schleswig-holsteinischen Gemeinde Sievershütten (Kreis Segeberg) aufgelistet (Stand: 10. März 2025).

## Legende
In den Spalten befinden sich folgende Informationen:
- Objekt-ID: die Nummer des Kulturdenkmales
- Lage: die Adresse des Kulturdenkmales und die geographischen Koordinaten. Kartenansicht, um Koordinaten zu setzen. In der Kartenansicht sind Kulturdenkmale ohne Koordinaten mit einem roten Marker dargestellt und können in der Karte gesetzt werden. Kulturdenkmale ohne Bild sind mit einem blauen Marker gekennzeichnet, Kulturdenkmale mit Bild mit einem grünen Marker.
- Offizielle Bezeichnung: Bezeichnung des Kulturdenkmales
- Beschreibung: die Beschreibung des Kulturdenkmales
- Bild: ein Bild des Kulturdenkmales

## Sachgesamtheiten
| Objekt-ID | Lage                                         | Offizielle Bezeichnung     | Beschreibung | Bild |
| --------- | -------------------------------------------- | -------------------------- | --- | ---- |
| 43723     | Kirchstraße 21 (53° 50′ 18″ N, 10° 6′ 35″ O) | Petruskirche Sievershütten | Petruskirche Sieversbrücken; 1902-1969; am südlichen Ortseingang gelegenes Ensemble aus Kapelle / Petruskirche, 1969, Friedhof, 1902, Glockenträger und Friedhofsmauer - Begründung: geschichtlich, künstlerisch, städtebaulich - Schutzumfang: Petruskirche, Friedhof mit Glockenträger, Friedhofsmauer | BW   |

## Bauliche Anlagen
| Objekt-ID      | Lage                                         | Offizielle Bezeichnung | Beschreibung | Bild            |
| -------------- | -------------------------------------------- | ---------------------- | --- | --------------- |
| 11353 Wikidata | Kirchstraße 11 (53° 50′ 25″ N, 10° 6′ 30″ O) | Fachhallenkate         | Alteintragung (Aktualisierung vorgesehen) - Begründung: geschichtlich, Kulturlandschaft prägend - Schutzumfang: gesamtes Objekt - Denkmaltyp: Bauliche Anlage | Fotos hochladen |
| 20811          | Kirchstraße 21 (53° 50′ 19″ N, 10° 6′ 35″ O) | Petruskirche           | Kapelle, Petruskirche; 1969, Architekt Friedrich Grundmann; eingeschossiger Massivbau mit abfallendem Pultdach über unregelmäßigem Grundriss, Glockenturm im Norden, Außenwände mit Ziegelverblendung - Begründung: geschichtlich, künstlerisch, städtebaulich - Schutzumfang: gesamtes Objekt - Denkmaltyp: Bauliche Anlage, Sachgesamtheit: Petruskirche Sievershütten | BW              |

## Quelle
- Liste der Kulturdenkmale in Schleswig-Holstein – Kreis Segeberg

- Karte mit allen Koordinaten:
- OSM |
- WikiMap